# Alfred III. zu Windisch-Grätz
Alfred (III.) August Karl Maria Wolfgang Erwin Fürst zu Windisch-Graetz, Freiherr von Waldstein und im Thal (* 31. Oktober 1851 in Prag; † 23. November 1927 in Tachau, Tschechoslowakei), war ein österreichischer Politiker und k.k. Ministerpräsident. Weiters war er Erblandstallmeister im Herzogtum Steiermark und Standesherr im Königreich Württemberg.

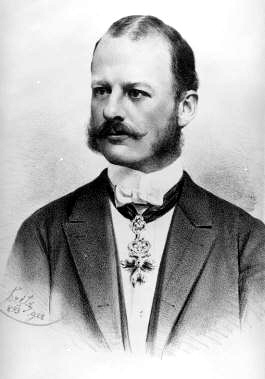
Alfred III. zu Windisch-Grätz

## Leben

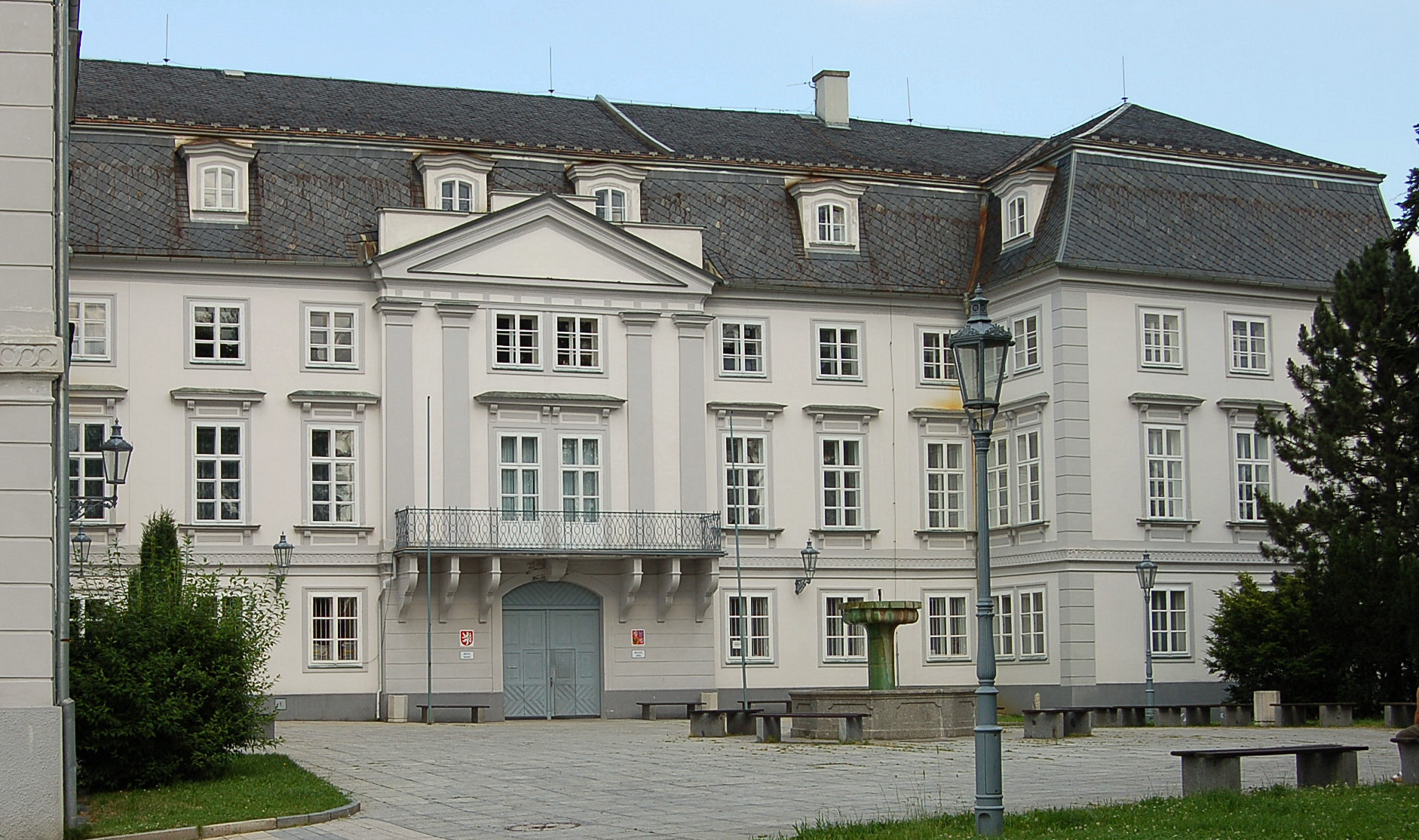
Schloss Tachau, der böhmische Wohnsitz der Windisch-Graetz, die die Herrschaft 1781 gekauft hatten

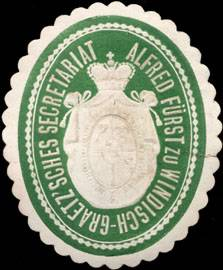
Siegelmarke Alfred Fürst zu Windisch-Graetz’sches Secretariat

Seine Familie hatte großen Grundbesitz im westlichen Böhmen, in deutsch besiedeltem Gebiet nahe der deutschen Grenze. Sein Großvater hatte dort begonnen, Schloss Tachau zu einem Herrschaftssitz auszugestalten. Seine Pläne blieben zum Teil unausgeführt.
Alfred war Sohn des Fürsten Alfred II. zu Windisch-Grätz und dessen Frau (Marie) Hedwig (1829–1852, Tochter des Fürsten August Longin von Lobkowicz, 1797–1842). Seine Mutter starb aber ein Jahr nach seiner Geburt.
Alfred besuchte das Wiener Schottengymnasium. Er war schon in jungen Jahren hochgebildet, Mitglied des Landtages des Königreiches Böhmen sowie Mitglied des Herrenhauses im österreichischen Reichsrat, wo er im Interesse der Verständigung der verschiedenen Völker in Cisleithanien auftrat.
1884 wurde er von Kaiser Franz Joseph I. mit dem Orden vom Goldenen Vlies, dem Hausorden der Dynastie und ranghöchsten Orden der Monarchie, ausgezeichnet.
Von 11. November 1893 bis 19. Juni 1895 war er als Nachfolger von Eduard Graf Taaffe, der mehr als 14 Jahre amtiert hatte, vom Kaiser berufener k.k. Ministerpräsident der österreichischen Reichshälfte. Er war Vorsitzender einer Koalitionsregierung, der ersten überhaupt in der politischen Geschichte Altösterreichs.
Diese musste wegen der letztlich unüberbrückbaren Widersprüche zwischen Tschechen und Deutschen zurücktreten.
Sein nach dem Übergangskabinett Erich Graf Kielmansegg angetretener Nachfolger Kasimir Graf Badeni (siehe Ministerium Badeni) scheiterte daran ebenso. Von den auf Windisch-Graetz folgenden 18 k.k. Ministerpräsidenten der 23 Jahre bis zum Ende der Monarchie gelang nur fünf eine längere Amtszeit als ihm.
Nachdem er seit 1892 einer der Vizepräsidenten des Herrenhauses gewesen war, ernannte ihn der Kaiser am 25. März 1897 zum Präsidenten des Herrenhauses. Immer wieder neu ernannt, zuletzt von Kaiser Karl I. am 21. Mai 1917, behielt er diese Funktion bis zum Ende der Monarchie. Am 30. Oktober 1918 hielt das Haus unter seinem Vorsitz, ohne dies zu wissen, seine letzte Sitzung ab, die nur fünf Minuten dauerte.
Am 11. November 1918 resignierte der Kaiser. Die Provisorische Nationalversammlung für Deutschösterreich erklärte das Herrenhaus am 12. November 1918 für abgeschafft.
Die Annahme der tschechoslowakischen Staatsbürgerschaft lehnte er ab, blieb somit Österreicher, für den seit 10. April 1919 das Adelsaufhebungsgesetz galt, das auch seinen Fürstentitel aufhob. In seinem Wohnsitzland Tschechoslowakei verlor er auf Grund der ab 16. April 1919 beschlossenen Bodenreform seine Ländereien in Böhmen und Mähren, nicht aber sein Schloss in Tachau.

## Ehe und Nachkommen
Seit 1877 war er verheiratet mit Maria Gabriela Eleonore Prinzessin von Auersperg (* 21. Februar 1855 in Wien; † 1. Juni 1933 in Tachov), eine Tochter von Vincenz Karl von Auersperg. Das Paar hatte sieben Kinder:
- Maria Heduvige, Prinzessin zu Windisch-Graetz (* 16. Juni 1878; † 22. September 1918)
- Alfred Ludwig, Prinz Windisch-Graetz (1879–1880) – Erbprinz
- Christine, Prinzessin zu Windisch-Graetz (* 19. Juni 1881; † 4. Dezember 1895)
- Vincenz Alfred, Prinz zu Windisch-Graetz (* 3. September 1882; † 26. März 1913) – Erbprinz
- Agnes Mathilde, Prinzessin zu Windisch-Graetz (* 14. Februar 1884; † 21. Mai 1959)
- Wilhelmine, Prinzessin zu Windisch-Graetz (* 19. September 1885; † 23. März 1886)
- Maria Aglae, Prinzessin zu Windisch-Graetz (* 11. Januar 1887; † 25. April 1961)

Der Wiener Wohnsitz des Paares war das Palais Windisch-Graetz 1., Renngasse 12. Beide starben aber in Tachau und wurden in der Familiengruft im Kloster Kladruby beigesetzt.